# Рей Мерсер
Ре́й Ме́рсер (англ. Ray Mercer; нар. 4 квітня, 1961, Джексонвілл, Флорида, США) — американський спортсмен, професійний боксер і боєць змішаного стилю. Олімпійський чемпіон з боксу у важкій ваговій категорії (1988 рік). Інтер-континентальний чемпіон з боксу у важкій ваговій категорії за версією IBF (1990 рік). Чемпіон світу з боксу у важкій ваговій категорії за версією WBO (1991 рік).
Перемагав чемпіонів світу: Оссі Окасіо, Франческо Даміані, Томмі Моррісона, Тіма Візерспуна.

## Біографія

### Кар'єра в боксі
Мерсер почав займатися боксом у віці 23 років, коли служив в армії США в Західній Німеччині. Він став чемпіоном армії США 1985 року у важкій вазі. 1988 року виграв чемпіонат США серед аматорів у важкій вазі.
На Олімпійських іграх 1988 став чемпіоном.
- В 1/8 фіналу переміг Рудольфа Гавенчяка (Чехословаччина) — RSC-3
- У чвертьфіналі переміг Луїджі Гаудіано (Італія) — KO-1
- У півфіналі переміг Арнольда Вандерліде (Нідерланди) — RSC-2
- У фіналі переміг Пек Хьон Ман (Південна Корея) — KO 1

В професійному боксі Рей Месер дебютував 24 лютого 1989 року. В дебютному році він провів 12 поєдинків, в усіх переміг, у 9 з них — нокаутом. 2 березня 1990 року здобув титул інтер-континентального чемпіона світу у важкій ваговій категорії, перший важливий титул в своїй кар'єрі.
1991 рік став одним з найурожайніших для Рея Мерсера. В січні цього року Рей відібрав титул чемпіона світу за версією WBO у видатного італійського боксера, срібного олімпійського медаліста та чемпіона світу з боксу серед любителів, Франческо Доміані. У дев'ятому раунді 12-раундового титульного поєдинку Мерсер потужним лівим аперкотом відправив Доміані на настил рингу. Зі зламаним носом і на межі втрати свідомості, італієць все ж намагався піднятись, проте не встиг цього зробити до того, як рефері закінчив відлік нокдауну.
Восени 1991 року новоявлений чемпіон Мерсер захищав свій титул проти непереможеного молодого боксера Томмі Моррісона, майбутнього чемпіона світу. Різниця в віці і досвіді зіграла на руку Мерсеру: бій проходив під повним його контролем. На початку п'ятого раунду Рей пішов у затяжну атаку на виснаженого Моррісона, і встиг завдати опоненту близько 15 сильних ударів без жодного у відповідь, перш ніж Томмі Моррісон впав ниць. Цей нокаут ввійшов в історію важкого дивізіону, як один із найбільш брутальних. Невдовзі по тому Рей Мерсер залишив чемпіонський титул, як не вельми престижний, на його думку.
У 1992 році, на хвилі досягнутого успіху, Мерсер приймає бій проти легенди боксу, незмінного чемпіона світу з 1978 по 1985 рік, рекордсмена Ларрі Холмса. Цього разу Рей недооцінив можливості суперника. В ході бою 43-річний Холмс повністю переграв амбітного 29-річного Мерсера у звичному для себе стилі «старої школи». Бій протривав всі відведені 12 раундів, з яких двоє суддів віддали Мерсеру лише три раунди, а один суддя — п'ять раундів. За одностайним суддівським рішенням Рей Мерсер отримав першу поразку в своїй кар'єрі.
За рік по тому Мерсер отримує наступну поразку, цього разу неочікувану. Джессі Фергюсон, який програв 6 з 10 своїх останніх боїв і вважався аутсайдером в поєдинку з Мерсером, відбоксував значно впевненіше від Рея і здобув перемогу рішенням суддів. Протягом року Мерсер проводить ще два поєдинки проти маловідомих Уіллса та Уілліса, і наполягає на реванші з Джессі Фергюсоном. Визначити переможця цього разу було складніше: змагання знову тривало весь відведений час, Рей значно більше атакував, а Джессі був влучнішим в своїх ударах. Роздільним рішенням судді присудили перемогу Рею Мерсеру.
20 травня 1995 року Мерсер зустрівся на рингу з багаторазовим чемпіоном світу у двох вагових категоріях Евандером Холіфілдом. Протистояння було майже рівним, з невеликою перевагою Холіфілда. Не зважаючи на отримане у середині бою розсічення, Холіфілд впевнено атакував Мерсера, і у восьмому раунді Рей вперше в своїй кар'єрі опинився у нокдауні. За результатами десятьох раундів судді прийняли рішення: перемога Евандера Холіфілда.
Через рік, 10 травня 1996 року, Рей Мерсер виступив на арені «Медісон-сквер-гарден» у Нью-Йорку проти екс-чемпіона світу Леннокса Льюїса. Бій з Льюїсом від початку до кінця нагадував один суцільний розмін ударами. Боксери були рівні у активності і агресії, але не зважаючи на очевидне бажання обох завершити бій достроково, змагання протривало всі відведені десять раундів. За кількістю випущених і здійснених протягом бою ударів переважав Льюїс, за відсотком влучних ударів переважав Мерсер, за весь час Люїс завдав більше силових ударів, а Мерсер більше атакував джебом. Судді розділились у своєму рішенні: двоє віддали перевагу Ленноксу Льюїсу, а один констатував нічию.
Невдовзі після спірної поразки Льюїсу Рей проводить дуже рівний рейтинговий бій з дворазовим чемпіоном світу Тімом Візерспуном. Цього разу вельми спірним рішенням судді віддають перемогу Мерсеру. Рей різко зменшує амплітуду виступів.
Протягом чотирьох років Мерсер виходить на ринг лише двічі: в 1998 і 1999 роках, проти маловідомих суперників, яких перемагає нокаутами на початку змагання. Новий похід за титулом олімпієць починає лише в 2001 році, у віці сорока років.
У 2001 році Рей перемагає трьох опонентів: Джеффа Пегуса, Дональда Стілі та Браяна Скотта, всіх трьох шляхом нокауту.
29 червня 2002 року Мерсер вийшов на титульний бій проти володаря поясу WBO Володимира Кличка. Свій четвертий захист титулу українець почав рішуче, і вже в першому раунді Мерсер опинився в нокдауні. Протягом наступних п'яти раундів змагання перетворилось в одностороннє побиття, і рефері припинив бій. Таким чином, Мерсер, який досі не програв жодного бою достроково, отримав поразку технічним нокаутом. Кличко після бою віддав належну пошану колишньому чемпіону, і сказав, що не зустрічав ще міцнішого підборіддя, ніж у Рея.
Після цієї поразки Мерсер знижує темп виступів і рівень опозиції. Протягом  двох років він провів три виступи в боксі, відправивши на настил рингу трьох аутсайдерів: Маріо Коулі, Стіва Пеннелла та Шона Робінсона, які встигли «відмітились» таким чином в статистиці багатьох чемпіонів. Всі троє боксерів протримались проти немолодого Мерсера по три раунди. Невдовзі після бою з Пеннеллом, Рей робить заяву про завершення професійної боксерської кар'єри і бажання присвятити найближчий час освоєнню незвіданих теренів у новому для себе спорті — кікбоксингу.

### Кар'єра в кікбоксингу
Виступи в кікбоксингу Мерсер почав з найвищих сходинок — це йому дозволяв авторитет, зароблений в боксі. Свій перший бій олімпійський чемпіон провів в червні 2004 року на Гран-прі K-1 проти титулованого японського кікбоксера і каратиста Акіо Морі, на прізвисько Мусаші. Дебют вийшов невдалим: у трираундовому бою Мерсер поступився Мусаші за одностайним рішенням суддів.
Поразка не відбила у Рея бажання виступати за жорсткими правилами K-1: після проваленого дебюту він лише підвищує рівень складності і в березні 2005 року виходить на ринг проти знаменитого «Летючого джентльмена», триразового переможця Гран-прі K-1, Ремі Боньяскі. Ремі знадобилось лише двадцять секунд і всього один удар ногою для того, щоб позначити різницю між боксом і муай-тай. Голландець виконав стрімкий хай-кік і 44-річного Мерсера захитало. Рефері миттєво припинив бій. На цьому завершилась коротка розвідка олімпійського чемпіона у стан конкуруючого виду спорту. Мерсер повернувся в бокс.

### Кар'єра в змішаних бойових мистецтвах
Дебют Рея Мерсера в змаганнях у новітньому спорті, змішаних бойових мистецтвах, був спланований краще, ніж виступ за правилами кікбоксингу. Атлетична комісія штату Нью-Джерсі просто заборонила Рею виходити відразу на професійний ринг і призначила йому випробування на любительському рівні, хоча і проти відомого бійця. Суперником Мерсера став починаючий боєць змішаного стилю але досвідчений боксер і прославлений стараннями ЗМІ вуличний боєць — Кімбо Слайс. Бій двох MMA-початківців тривав не довго. Кімбо не став ризикувати в стійці і перевів бій в партер, де у Мерсера було очевидно замало навичок, і на другій хвилині першого раунду провів задушливий прийом. Рей подав сигнал про здачу.
Наступний виступ за змішаними правилами Мерсер провів через два роки, вже на професійній основі, але цього разу часу не марнував. Його суперником виступив колишній чемпіон UFC у важкій вазі Тім Сильвія, який на тому етапі своєї кар'єри вже розгубив швидкість і втратив форму (бій навіть перенесли з важкої вагової категорії в суперважку). Мерсер використав для перемоги над ним ту техніку, якою володів досконало, і якої було недостатньо для протистояння бійцям широкого профілю — бокс. Відразу після гонгу Сильвія розпочав неспішний рух в бік суперника, Мерсер підпустив його до свого краю клітки і правим кросом відправив «Маніяка» в нокаут. Зрівнявши, таким чином, свій рахунок в змішаних єдиноборствах, Рей Мерсер взяв чергову перерву.

## Статистика в боксі
| Результат | Противник         | Спосіб                      | Раунд     | Час  | Дата              | Місце                          | Примітки                                                                                             |
| --------- | ----------------- | --------------------------- | --------- | ---- | ----------------- | ------------------------------ | --- |
|           |                   |                             |           |      |                   |                                | |
| Перемога  | Річел Ерсісія     | Рішення суддів (переважне)  | 6 (з 6)   | 3:00 | 5 вересня 2008    | Карлстад, Вермланд, Швеція     | |
| Поразка   | Деррік Россі      | Рішення суддів (одностайне) | 12 (з 12) | 3:00 | 26 січня 2008     | Аоминь, Макао, КНР             | |
| Перемога  | Мікаел Ліндблад   | Нокаут                      | 1 (з 10)  | 1:50 | 15 вересня 2007   | Карлстад, Вермланд, Швеція     | |
| Поразка   | Шеннон Бріґґс     | Нокаут                      | 7 (з 10)  | 0:41 | 26 серпня 2005    | Голлівуд, Флорида, США         | |
| Перемога  | Деррол Вілсон     | Рішення суддів (одностайне) | 10 (з 10) | 3:00 | 24 червня 2005    | Атлантик-Сіті, Нью-Джерсі, США | |
| Перемога  | Стів Пеннелл      | Технічний нокаут            | 3 (з 10)  | 0:50 | 28 лютого 2004    | Коконат-Крік, Флорида, США     | |
| Перемога  | Шон Робінсон      | Технічний нокаут            | 3 (з 10)  | 1:49 | 11 листопада 2003 | Елізабет, Індіана, США         | |
| Перемога  | Маріо Коулі       | Нокаут                      | 3 (з 10)  | 1:08 | 23 серпня 2003    | Коконат-Крік, Флорида, США     | |
| Поразка   | Володимир Кличко  | Технічний нокаут            | 6 (з 12)  | 1:08 | 29 червня 2002    | Атлантик-Сіті, Нью-Джерсі, США | Бій за титул чемпіона у важкій ваговій категорії за версією WBO.                                     |
| Перемога  | Трой Вейда        | Технічний нокаут            | 1 (з 10)  | 0:28 | 23 лютого 2002    | Атлантик-Сіті, Нью-Джерсі, США | |
| Перемога  | Браян Скотт       | Нокаут                      | 2 (з 10)  | 0:57 | 13 жовтня 2001    | Копенгаген, Данія              | |
| Перемога  | Дон Стілі         | Нокаут                      | 5 (з 10)  |      | 17 березня 2001   | Філадельфія, Міссісіпі, США    | |
| Перемога  | Джефф Пегус       | Технічний нокаут            | 2 (з 10)  | 2:59 | 11 лютого 2001    | Елджин, Іллінойс, США          | |
| Перемога  | Джиммі Хайнс      | Нокаут                      | 1 (з 10)  | 0:43 | 18 грудня 1999    | Туніка, Міссісіпі, США         | |
| Перемога  | Лео Лояконо       | Нокаут                      | 2 (з 10)  | 0:46 | 21 лютого 1998    | Маямі, Флорида, США            | |
| Перемога  | Тім Візерспун     | Рішення суддів (одностайне) | 10 (з 10) | 3:00 | 14 грудня 1996    | Атлантик-Сіті, Нью-Джерсі, США | |
| Поразка   | Леннокс Льюїс     | Рішення суддів (переважне)  | 10 (з 10) | 3:00 | 10 травня 1996    | Нью-Йорк, Нью-Йорк, США        | |
| Поразка   | Евандер Холіфілд  | Рішення суддів (одностайне) | 10 (з 10) | 3:00 | 20 травня 1995    | Атлантик-Сіті, Нью-Джерсі, США | |
| Нічия     | Меріон Вілсон     | Рішення суддів (роздільне)  | 10 (з 10) | 3:00 | 16 липня 2008     | Темекула, Каліфорнія, США      | |
| Перемога  | Джессі Фергюсон   | Рішення суддів (роздільне)  | 10 (з 10) | 3:00 | 19 листопада 1993 | Атлантик-Сіті, Нью-Джерсі, США | |
| Перемога  | Марк Віллс        | Рішення суддів (одностайне) | 10 (з 10) | 3:00 | 6 жовтня 1993     | Атлантик-Сіті, Нью-Джерсі, США | |
| Перемога  | Тоні Вілліс       | Нокаут                      | 1 (з 10)  | 2:11 | 12 серпня 1993    | Бей-Сент-Луїс, Міссісіпі, США  | |
| Поразка   | Джессі Фергюсон   | Рішення суддів (одностайне) | 10 (з 10) | 3:00 | 6 лютого 1993     | Нью-Йорк, Нью-Йорк, США        | |
| Перемога  | Джеррі Халстед    | Технічний нокаут            | 2 (з 10)  | 3:00 | 10 грудня 1992    | Атлантик-Сіті, Нью-Джерсі, США | |
| Перемога  | Майк Діксон       | Технічний нокаут            | 7 (з 10)  |      | 7 жовтня 1992     | Огаста, Джорджія, США          | |
| Поразка   | Ларрі Голмс       | Рішення суддів (одностайне) | 12 (з 12) | 3:00 | 7 лютого 1992     | Атлантик-Сіті, Нью-Джерсі, США | |
| Перемога  | Томмі Моррісон    | Технічний нокаут            | 5 (з 12)  | 0:28 | 18 жовтня 1991    | Атлантик-Сіті, Нью-Джерсі, США | Захистив титул чемпіона у важкій ваговій категорії за версією WBO. Залишив титул невдовзі після бою. |
| Перемога  | Франческо Даміані | Нокаут                      | 9 (з 12)  | 2:47 | 11 січня 1991     | Атлантик-Сіті, Нью-Джерсі, США | Виграв титул чемпіона у важкій ваговій категорії за версією WBO.                                     |
| Перемога  | Берт Купер        | Рішення суддів (одностайне) | 12 (з 12) | 3:00 | 5 серпня 1990     | Атлантик-Сіті, Нью-Джерсі, США | |
| Перемога  | Лайонел Вашингтон | Технічний нокаут            | 4 (з 10)  |      | 31 травня 1990    | Рочестер, Нью-Йорк, США        | |
| Перемога  | Кіммел Одум       | Рішення суддів (одностайне) | 12 (з 12) | 3:00 | 2 березня 1990    | Лас-Вегас, Невада, США         | Виграв титул інтер-континентального чемпіона у важкій ваговій категорії за версією IBF.              |
| Перемога  | Веслі Вотсон      | Технічний нокаут            | 5 (з 10)  | 0:44 | 15 січня 1990     | Атлантик-Сіті, Нью-Джерсі, США | |
| Перемога  | Оссі Окасіо       | Рішення суддів (роздільне)  | 8 (з 8)   | 3:00 | 7 грудня 1989     | Лас-Вегас, Невада, США         | |
| Перемога  | Джеррі Джонс      | Рішення суддів (одностайне) | 8 (з 8)   | 3:00 | 14 листопада 1989 | Вест-Орандж, Нью-Джерсі, США   | |
| Перемога  | Едді Річардсон    | Технічний нокаут            | 1 (з 8)   | 2:16 | 17 жовтня 1989    | Фінікс, Аризона, США           | |
| Перемога  | Артел Лоугорн     | Технічний нокаут            | 2 (з 10)  | 1:05 | 19 вересня 1989   | Джексонвілл, Флорида, США      | |
| Перемога  | Діно Хомсі        | Технічний нокаут            | 1 (з 8)   | 1:58 | 5 вересня 1989    | Стейтлайн, Невада, США         | |
| Перемога  | Трейсі Томас      | Нокаут                      | 1 (з 6)   | 2:09 | 15 серпня 1989    | Вест-Орандж, Нью-Джерсі, США   | |
| Перемога  | Альберто Еванс    | Нокаут                      | 1 (з 10)  |      | 15 липня 1989     | Атлантик-Сіті, Нью-Джерсі, США | |
| Перемога  | Кен Кросбі        | Нокаут                      | 1         |      | 12 червня 1989    | Лас-Вегас, Невада, США         | |
| Перемога  | Девід Хопкінс     | Нокаут                      | 1 (з 4)   | 1:07 | 16 травня 1989    | Індіанаполіс, Індіана, США     | |
| Перемога  | Геринг Лейн       | Рішення суддів (одностайне) | 4 (з 4)   | 3:00 | 28 березня 1989   | Лас-Вегас, Невада, США         | |
| Перемога  | Луїс Уолфорд      | Нокаут                      | 1         |      | 4 березня 1989    | Бісмарк, Північна Дакота, США  | |
| Перемога  | Джессі МакГі      | Технічний нокаут            | 3         |      | 24 лютого 1989    | Атлантик-Сіті, Нью-Джерсі, США | |

## Статистика в кікбоксингу
| Результат | Противник     | Спосіб                        | Раунд   | Час  | Дата            | Місце                |
| --------- | ------------- | ----------------------------- | ------- | ---- | --------------- | -------------------- |
|           |               |                               |         |      |                 |                      |
| Поразка   | Ремі Боньяскі | Технічний нокаут (удар ногою) | 1 (з 3) | 0:22 | 15 березня 2005 | Сеул, Південна Корея |
| Поразка   | Акіо Морі     | Рішення суддів (одностайне)   | 3 (з 3) | 3:00 | 6 червня 2004   | Наґоя, Айті, Японія  |

## Статистика в змішаних бойових мистецтвах
Серед любителів
| Результат | Противник   | Вага      | Спосіб                       | Раунд | Час  | Дата           | Місце                          | Подія                                      |
| --------- | ----------- | --------- | ---------------------------- | ----- | ---- | -------------- | ------------------------------ | ------------------------------------------ |
|           |             |           |                              |       |      |                |                                |                                            |
| Поразка   | Кімбо Слайс | 93-120 кг | Підкорення (удушення руками) | 1     | 1:12 | 23 червня 2007 | Атлантик-Сіті, Нью-Джерсі, США | 5 турнір «Cage Fury Fighting Championship» |

Серед професіоналів
| Результат | Противник   | Вага         | Спосіб                | Раунд | Час  | Дата           | Місце                   | Подія                     |
| --------- | ----------- | ------------ | --------------------- | ----- | ---- | -------------- | ----------------------- | ------------------------- |
|           |             |              |                       |       |      |                |                         |                           |
| Перемога  | Тім Сильвія | понад 120 кг | Нокаут (удар кулаком) | 1     | 0:09 | 13 червня 2009 | Бірмінгем, Алабама, США | 3 турнір «Adrenaline MMA» |